# Người Croat Molise
Người Croat Molise (tiếng Croatia: Moliški Hrvati) hay người Slav Molise (tiếng Ý: Slavo-molisani, Slavi del Molise) là một cộng đồng người Croat tại tỉnh Campobasso, vùng Molise của Ý, chiếm đa phần dân cư tại ba làng Acquaviva Collecroce (Kruč), San Felice del Molise (Štifilić) và Montemitro (Mundimitar). Có khoảng 1.000 người nói chủ động và 2.000 người nói bị động phương ngữ Slavomolisano. Cộng đồng này xuất phát từ những người tị nạn khỏi các cuộc xâm lược của đế quốc Ottoman vào cuối thế kỷ 15 và thế kỷ 16.

## Tên gọi
Cộng đồng này không có một tên chính xác để tự gọi mình, mà thường dùng tên Zlava hay Škjavuna ("người Slav"). Từ năm 1999 chính phủ Ý và Croatia công nhận họ như một cộng đồng Croatia thiểu số tại Ý. Tuy nhiên, họ tự coi mình là người Ý-Slav hoặc người Ý nói tiếng Croatia, và thuật ngữ "người Croat Molise" thực ra là một ngoại danh được đặt cho họ vào thế kỷ 19, chứ không phải họ gọi mình như vậy. Những tên gọi lịch sử của cộng đồng này gồm Schiavoni, Sklavuni, Skiavuni và Šćavuni ("người Slav"), hay một số tên trong tiếng Ý như de Sclavonia, de Dalmatia và partibus Illirie. Năm 1967, họ được gọi là "người Serb-Croat tại Molise" (Serbo-croati del Molise).